# Pusté Pole (okres Stará Ľubovňa)
Pusté Pole je obec na Slovensku. Leží v okrese Stará Ľubovňa v Prešovském kraji. Nachází se v nadmořské výšce 560 m n. m. v údolí potoka Hradlová, na úpatí Levočských vrchů a pohoří Čergov. Vznikla roku 1956 vyčleněním z obce Krivany. Žije zde 223 obyvatel.
Obec se nachází na trase historické cesty do Polska. Prochází skrz ni silnice I/68 z Prešova do Staré Ľubovny a železničná trať 188 z Košic, přes Prešov, Pusté Pole a Plaveč do polské Muszyny.

## Historie
Počátky obce sahají do 13. století, kdy se v listině Štěpána V. Uherského z roku 1270 pod názvem „Bachamezey“ objevuje jako královský lovecký revír, jenž je spolu s Kamenicí darován synům Detrika a jeho příbuzným. Při vytyčování hranic[kdy?] je opět Bachamezey zmiňována jako obec, z níž vede cesta do Plavče. Vesnice však koncem 15. století zanikla, její katastr zpustl, což se odrazilo v maďarském názvu „Puszta Mezö“ (Pusté Pole).
Koncem 16. století byla o něco severozápadněji založena Vislanka, která byla původně uváděna zdvojeným názvem jako „Vizranka, Puszta Mezö“. Od roku 1927 používala Vislanka už jen vlastní jméno, a když se tak v roce 1956 osada v místech staré Bachamezey odtrhávala od Krivan, přijala historický název Pusté Pole.